# Pan.Thy.Monium
A Pan.Thy.Monium egy svéd avantgarde metal együttes volt 1990-től 1996-ig. Dan Swanö alapította, aki az Edge of Sanity alapító tagja, de több svéd metal zenekarban is játszott. A Pan.Thy.Monium tagjai zenéltek továbbá az Edge of Sanityben is. 1996-ban feloszlottak, harmadik albumuk elkészítése után. Zenéjükre jellemző a változatosság. Dalaik időtartamai is változatosak: akadnak "normál" időtartamú (3-4 perces) illetve akár 21 perces dalaik is.

## Tagok
- Robert Karlsson (Derelict) - ének
- Benny Larsson (Winter) - dob, hegedű, ütős hangszerek
- Dan Swanö (Day DiSyraah) - basszusgitár, billentyűk
- Robert Ivarsson (Mourning) - ritmusgitár
- Dag Swanö (Äag) - gitár, orgona, szaxofon

## Diszkográfia
- ...Dawn (demó, 1990)
- Dream II (EP, 1991)
- Dawn of Dreams (album, 1992)
- Khaoohs (album, 1993)
- Khaoohs and Kon-Fus-Ion (album, 1996)
- Dawn of Dream+Khaoohs (válogatáslemez, 2001)
- ...Dawn+Dream II (válogatáslemez, 2010)